# Zazie dans le métro
Zazie dans le métro (prt: Zazie no Metro; bra: Zazie no Metrô) é um filme franco-italiano de 1960, uma comédia dirigida por  Louis Malle, com roteiro baseado no romance homônimo de Raymond Queneau.

## Sinopse
Zazie é uma garota do interior da França. Ela tem a chance de conhecer Paris pela primeira vez, passando dois dias na capital francesa. Hospedada na casa de seu pouco convencional tio Gabriel, a pequena Zazie cultiva um sonho: andar de metrô. Mas uma greve dos metroviários frustra seu plano. No táxi de Charles, um amigo de seu tio, ela inicia seu contato (e suas aventuras) pela cidade-luz.

## Elenco
- Catherine Demongeot .... Zazie
- Philippe Noiret .... o tio Gabriel
- Hubert Deschamps .... Turandot
- Antoine Roblot .... Charles
- Annie Fratellini .... Mado
- Carla Marlier .... Albertine
- Vittorio Caprioli .... Pedro Trouscaillon
- Yvonne Clech .... Madame Mouaque
- Nicolas Bataille .... Fedor
- Odette Picquet .... Madame Lalopchère
- Jacques Dufilho .... Gridoux
- Marc Doelnitz .... Coquetti